# Bernie Mac
Bernard Jeffrey McCullough, mer känd som Bernie Mac, född 5 oktober 1957 i Chicago, Illinois, död 9 augusti 2008 i Chicago, var en amerikansk komiker och skådespelare. 
Mac drabbades av sarkoidos. Hans död 2008 orsakades av att sjukdomen angrep lungorna.

## Filmografi i urval
- 1992 – Mo' Money
- 1993 – Who's the Man?
- 1994 – Above the Rim
- 1994 – House Party 3
- 1995 – Friday
- 1995 – The Walking Dead
- 1996 – Ghettoblaster
- 1996 – Get on the Bus
- 1997 – Booty Call
- 1997 – Se upp Beverly Hills
- 1997 – Alla goda ting är sex
- 1998 – The Players Club
- 1999 – Life
- 2001 – Ocean's Eleven
- 2001 – Den galna jakten på ringen
- 2003 – Bad Santa
- 2003 – Charlies änglar - Utan hämningar
- 2003 – Head of State
- 2004 – Ocean's Twelve
- 2004 – Mr. 3000
- 2005 – Guess Who
- 2007 – Transformers
- 2007 – Ocean's Thirteen
- 2007 – Pride
- 2008 – Madagaskar 2 (röst)
- 2008 – Cool Men
- 2009 – Old Dogs

## Utmärkelser
- 2002 - TCA Award - Bästa individuella prestation i komedi för The Bernie Mac Show
- 2003 - Image Award - Bästa manliga skådespelare i komedi för The Bernie Mac Show
- 2003 - Prism Award - Bästa framträdande i komediserie för The Bernie Mac Show
- 2003 - Golden Satellite Award - Bästa manliga framträdande i komedi- eller musikserie för The Bernie Mac Show
- 2004 - Family Television Award - Bästa skådespelare för The Bernie Mac Show
- 2004 - Image Award - Bästa manliga skådespelare i komedi för The Bernie Mac Show
- 2004 - Golden Satellite Award - Bästa manliga framträdande i komedi- eller musikserie för The Bernie Mac Show
- 2005 - BET Comedy Award - Bästa manliga huvudroll i komediserie för The Bernie Mac Show
- 2005 - Image Award - Bästa manliga skådespelare i komedi för The Bernie Mac Show
- 2005 - Black Reel - Bästa manliga skådespelare i musikfilm eller komedi för Mr. 3000
- 2006 - Image Award - Bästa manliga skådespelare i komedi för The Bernie Mac Show